# Злочин югославських партизанів у Зрині

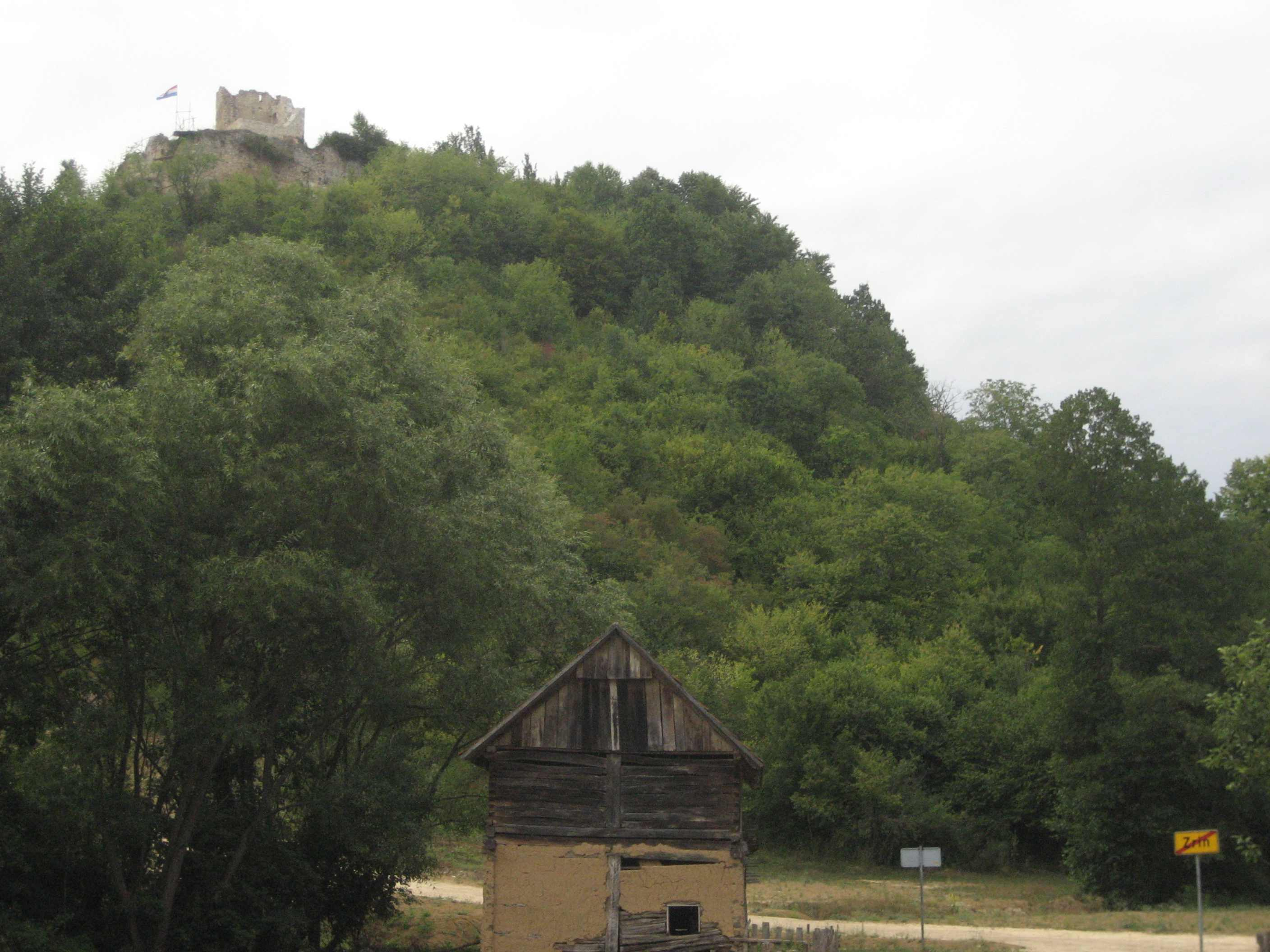
Зрин

Партизанський злочин у Зрині (хорв. Partizanski zločin u Zrinu) — різанина, вчинена партизанами Тіто на світанку 9 вересня 1943 року, в результаті якої загинули 270 осіб (здебільшого мирних жителів). Також було спалено старовинну католицьку церкву Святого Хреста. Злочин стався у рідному селі бана Ніколи Шубича-Зринського зі славного роду Зринських. У Зрині на той час не було ніяких озброєних підрозділів регулярної армії НДХ. Внаслідок цієї трагедії у поселенні більше не живе жоден хорват. Перед Другою світовою війною Зрин налічував близько 850 жителів хорватської національності, що проживали у 143 сім'ях.
Протягом 9 і 10 вересня 1943 року партизани спустошили захоплений ними Зрин, зруйнували оселі і парафіяльну церкву Знаходження Святого Хреста, спалили село вщент, а третину жителів знищили.
Після війни все рухоме і нерухоме майно жителів нова комуністична влада конфіскувала, а всім уцілілим жителям, тобто вдовам і дітям, було суворо заборонено повертатися на батьківщину. Етнічна чистка місцевих хорватів сприймалася і зображувалася як антифашистська боротьба. Жінок і дітей зі Зрина товарними вагонами перевезли у Славонію і розселили здебільшого в чотирьох селах неподалік Джакова на місце виселених, у свою чергу, югославських фольксдойчів. Донині жоден зринянин не повернувся до своєї домівки..
Югославська комуністична історіографія у своїй інтерпретації обминала і замовчувала цей воєнний злочин проти хорватських цивільних осіб на території НДХ.
Проти злочинців досі не розпочато судове провадження.
Тіла загиблих виявили 2013 року з початком археологічних досліджень. Висліди проб знайдених останків показали, що це останки з Другої світової війни.